# Chumaichada
La chumaichada es "la danza de Provincia de Chachapoyas" pues ahí nació y se formó hasta institucionalizarse. Ninguna fiesta puede terminar si no se la baila.
La música es de origen indio, pero la coreografía es de procedencia francesa. Es una derivación de "los lanceros", danza introducida en Provincia de Chachapoyas por el que en ese tiempo fue obispo de la diócesis, monseñor Emilio Listón. Listón fue de origen francés, de quién se ha dicho que tuvo tanta influencia que llegó a afrancesar la ciudad.